# IX. Fliegerdivision
A IX. Fliegerdivision (9ª Divisão Aérea) foi uma das divisões aéreas da Luftwaffe durante a Segunda Guerra Mundial. Criada no dia 1 de Fevereiro de 1940, em Jever, ficou subordinada à Luftflotte 2 e posteriormente transferida para Soesterberg, em Julho de 1940. Foi então redesignada IX. Fliegerkorps em Novembro de 1940.
Esta divisão foi recreada como IX. Fliegerdivision J em Janeiro de 1945, em Praga, ficando subordinada à Luftflotte 10.

## Comandantes
- Joachim Coeler, 1 de Fevereiro de 1940 – Novembro de 1940[1]
- Hajo Herrmann, 26 de Janeiro de 1945 – Maio de 1945[2]